# Zwierzęta hodowlane

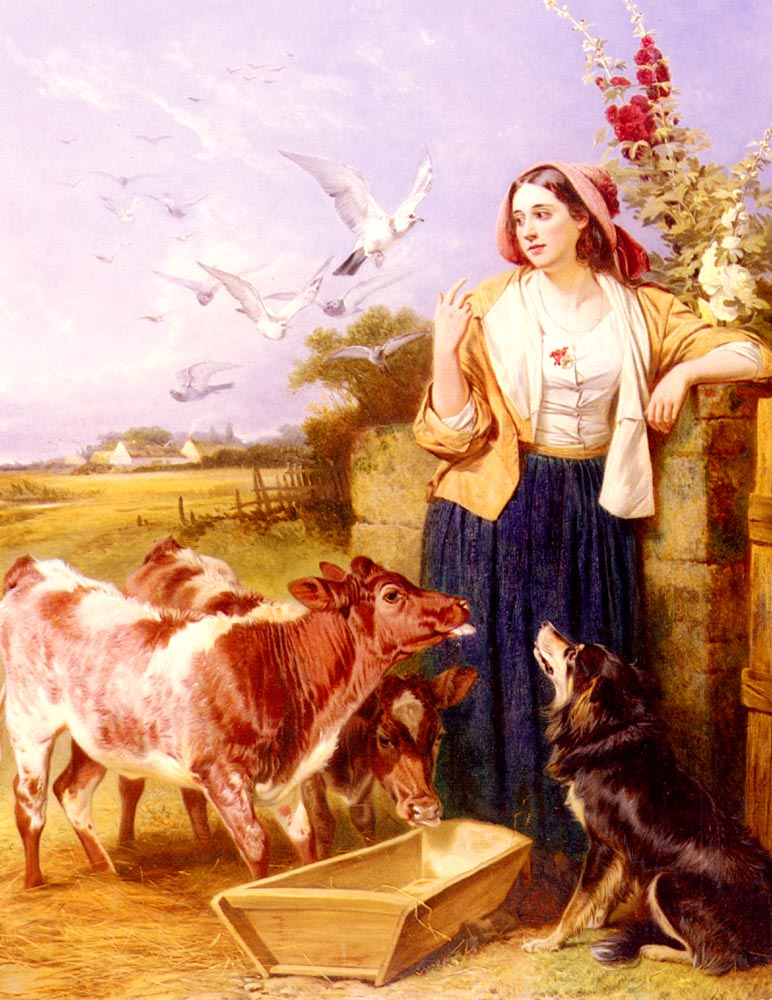
Richard Ansdell, Good Friends (XIX w.)

Zwierzęta hodowlane – zwierzęta udomowione lub dzikie, które chowane w odpowiednich warunkach (gospodarstwo rolne, ogród zoologiczny, specjalistyczne fermy) służą jako źródło żywności (mięso, mleko, tłuszcz, jajka) i innych materiałów (skóra, futro, wełna, pierze), a także jako siła pociągowa, do jazdy wierzchem, jako zwierzęta juczne lub pełniące inne funkcje użytkowe. Osobniki o szczególnych walorach użytkowych i hodowlanych hoduje się jako materiał reprodukcyjny – zwierzęta zarodowe.
Wśród zwierząt hodowlanych wyróżniane są:
- zwierzęta gospodarskie: bydło domowe, świnia, owca, koza, koń, muł, osioł, królik domowy, drób, zwierzęta futerkowe i pszczoły,
- drób: kura, kaczka domowa, gęś domowa, indyk, perliczka, gołąb, struś, bażant, przepiórka japońska,
- zwierzęta domowe: pies, kot, mysz, ryby akwariowe, chomik, szczur, papuga, królik, świnka morska, kanarek, jeż hodowlany
- inne: renifer, wielbłąd, lama, jak, słoń indyjski, zwierzęta futerkowe.

## Gospodarskie zwierzę hodowlane czystorasowe
Zgodnie z ustawą o organizacji hodowli i rozrodzie zwierząt gospodarskich zwierzęciem hodowlanym czystorasowym jest zwierzę hodowlane czystorasowe w rozumieniu art. 2 pkt 9 rozporządzenia 2016/1012, a w odniesieniu do jeleniowatych, drobiu i zwierząt futerkowych oraz gatunków: alpaka (Vicugna pacos), jedwabnik morwowy (Bombyx mori) i pszczoła miodna (Apis mellifera) – zwierzę pochodzące co najmniej od dwóch pokoleń przodków wpisanych do księgi hodowlanej danej rasy lub linii hodowlanej, które spełnia warunki wpisu do księgi hodowlanej określone w programie hodowlanym.